# Berlinkonfrontationen

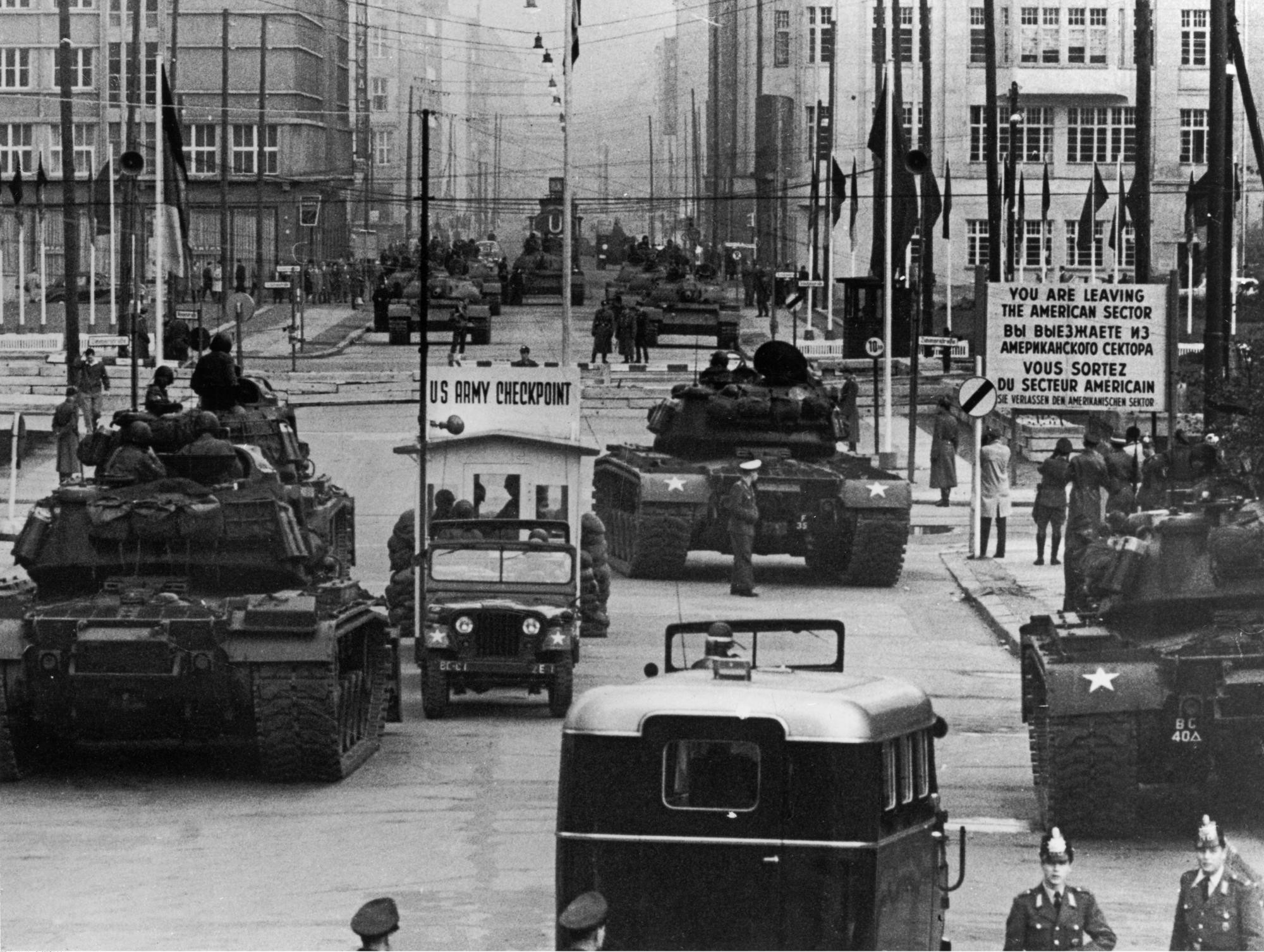
Amerikanska stridsvagnar (närmast) öga mot öga med sovjetiska.

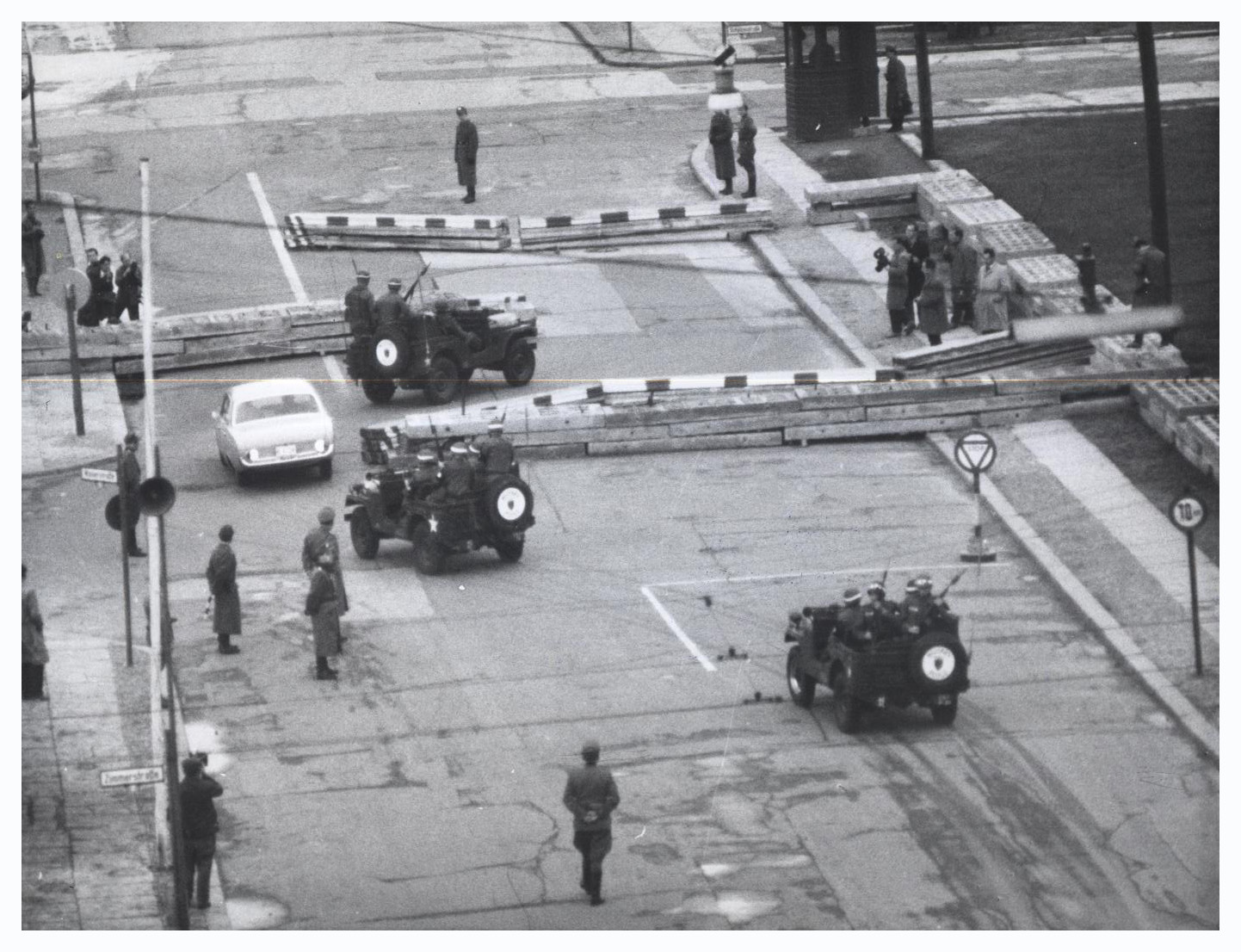
Gränspassage med militäreskort

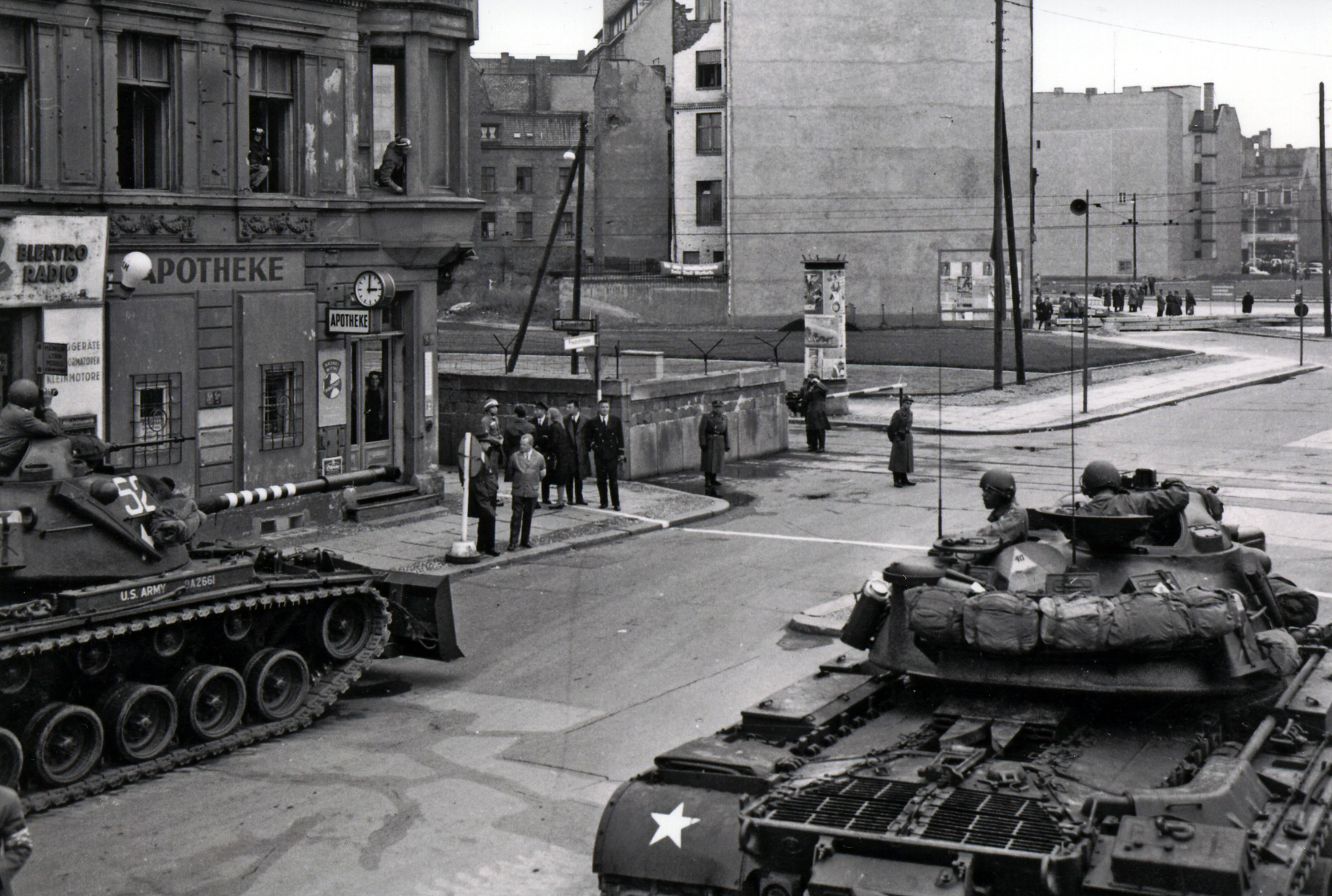
Amerikanska stridsvagnar vid ett av tillfällena de sattes in vid gränsövergången. Notera schaktbladet som monterats i fronten.

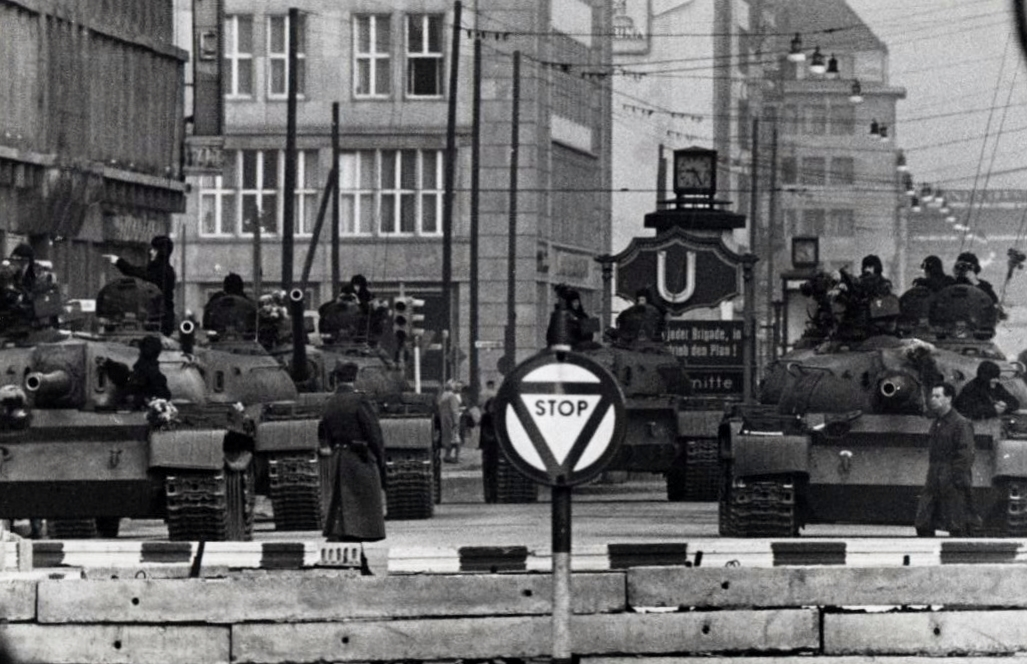
Sovjetisk enhet

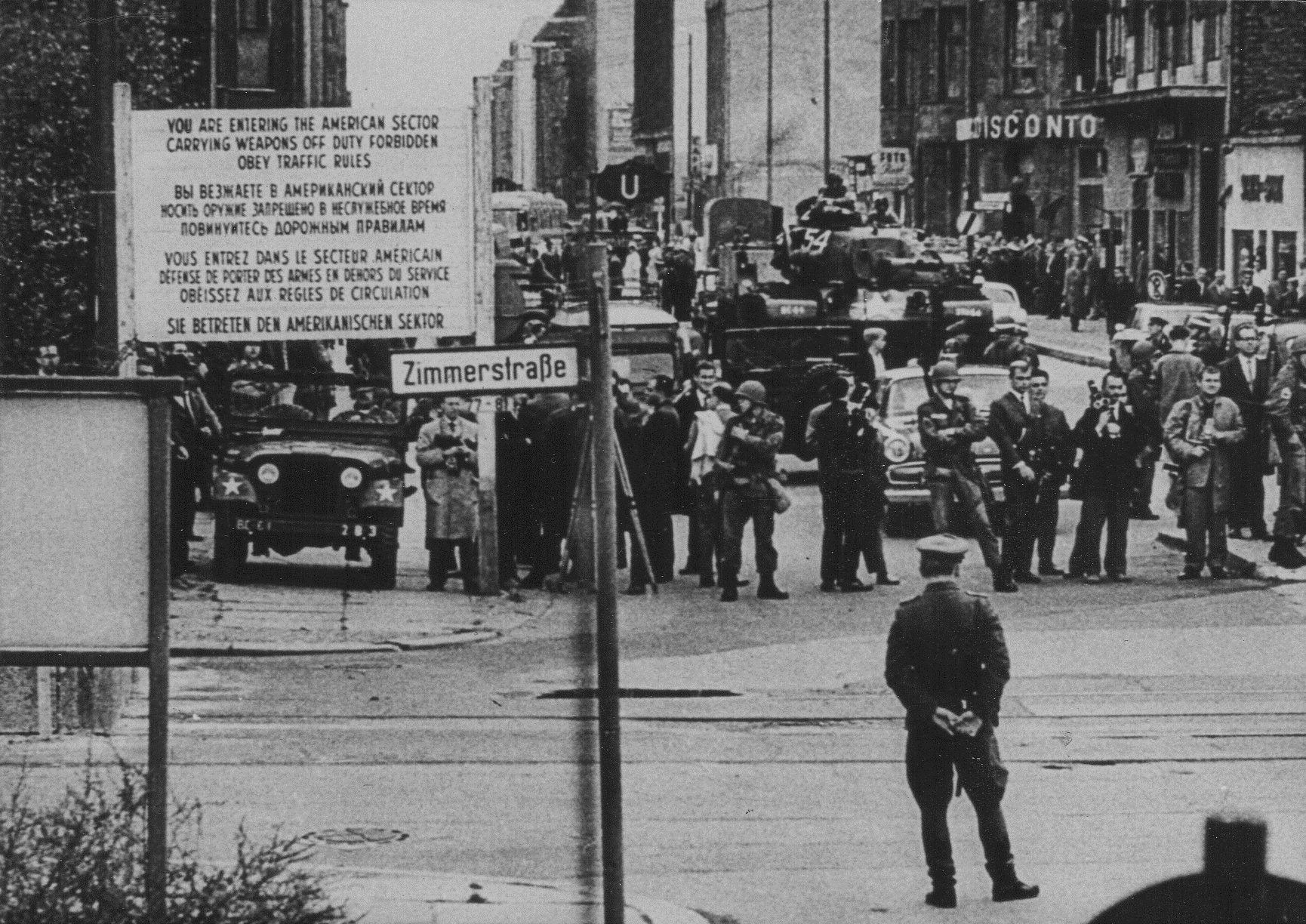
Pressfolk och amerikansk militär vid gränsen (bilden är tagen från den östtyska sidan).

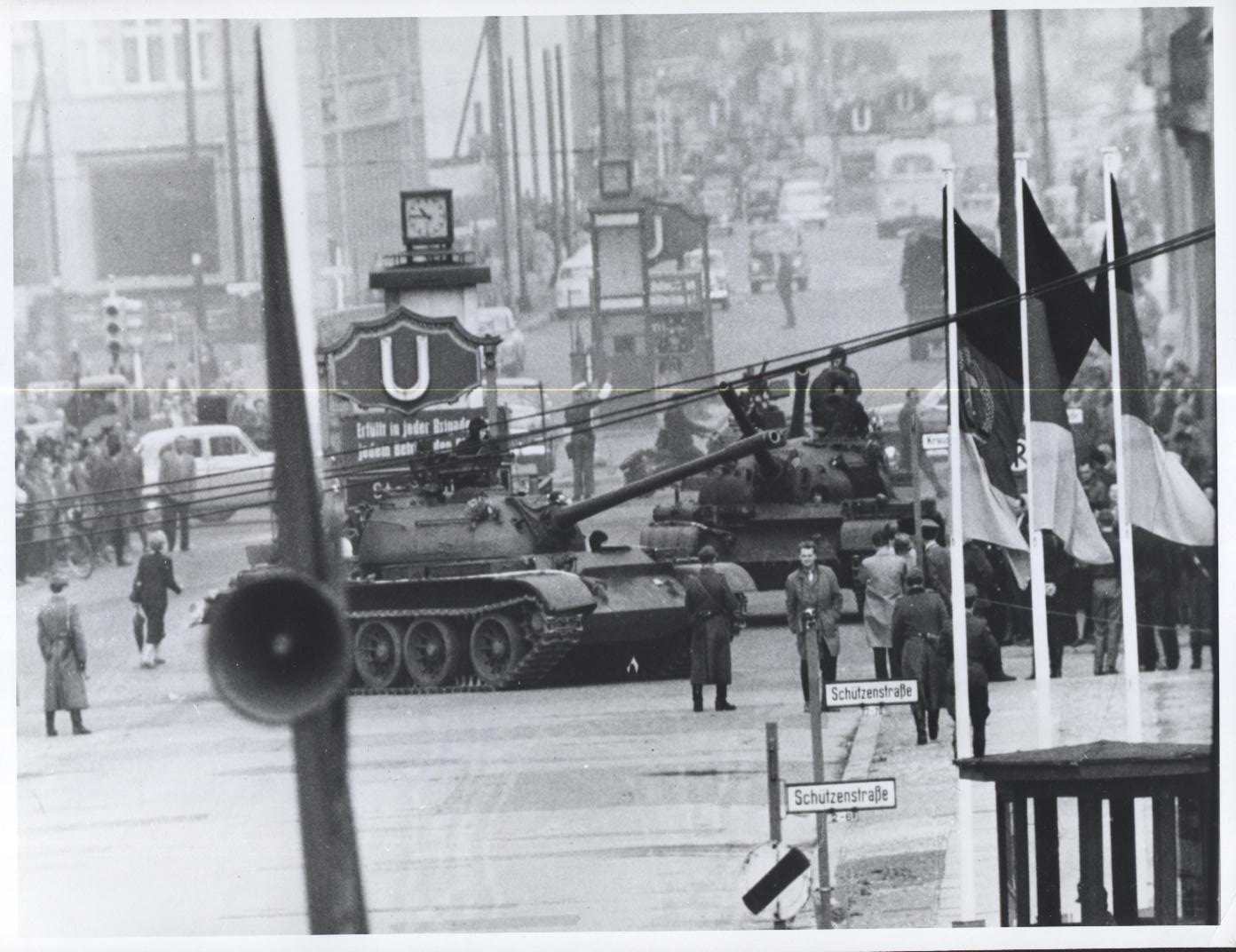
Sovjetiska stridsvagnar som retirerar.

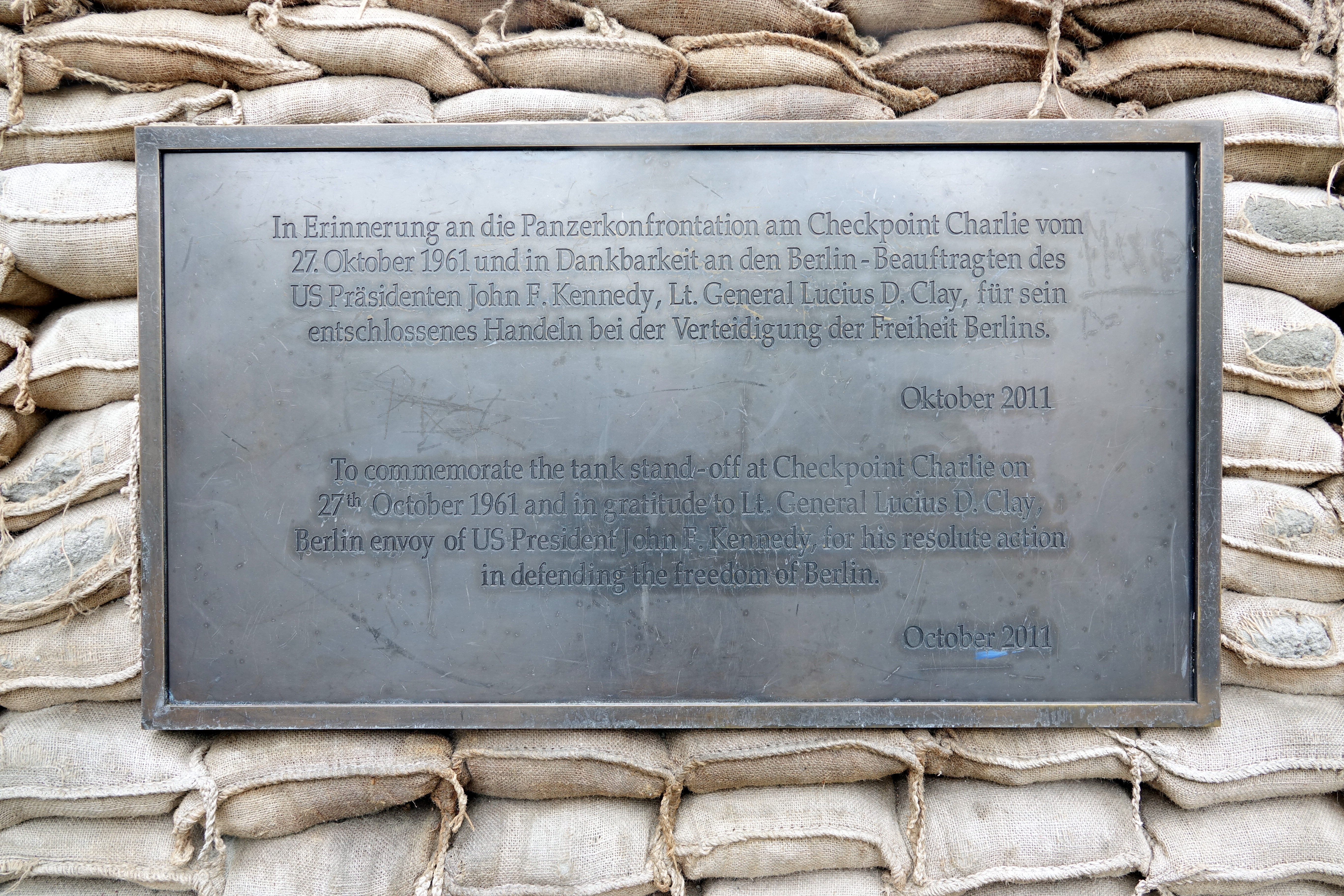
Minnesmärke

Berlinkonfrontationen (engelska Standoff at Checkpoint Charlie, tyska Konfrontation am Checkpoint Charlie ) var en incident under Berlinkrisen 1961 under Kalla kriget. Incidenten pågick under 16 timmar mellan den 27 oktober och 28 oktober 1961 då stridsberedda amerikanska och sovjetiska stridsvagnar konfronterades vid den amerikanska gränsövergången "Checkpoint Charlie" genom Berlinmuren mellan Västberlin och Östberlin.

## Bakgrund
Efter andra världskriget delade segermakterna Tyskland i fyra ockupationszoner. Stor-Berlin fick en särskild status som gemensamt styrt område, men med fyra separata sektorer, där Västberlin förvaltades av Frankrike (norra delen), Storbritannien (mellersta delen) och USA (södra delen) och Östberlin förvaltades av Sovjetunionen. Situationen komplicerades av att Berlin hamnat som en ö omgiven av den Sovjetiska ockupationszonen.
Segermakternas samarbete försämrades och 1948 inleddes Berlinblockaden och Berlins luftbro. Samarbetet fortsatte att försämras och den andra Berlinkrisen inleddes 1958 när Sovjetunionen meddelande övriga bland De allierade sina krav på att dra tillbaka sina trupper från Berlin och ändra stadens status till en demilitariserad och fri stad. Förhandlingarna strandade och krisen kulminerade med byggandet av Berlinmuren den 13 augusti 1961. Gränsövergångar fastställdes där de allierades personal och utländska diplomater fortsatt skulle kunna passera obehindrad utan särskilt kontroll av tysk polispersonal utifrån Potsdamöverenskommelsen 1945.
Östmakten började kräva att de västallierades personal nu skulle identifiera sig för östtysk gränspersonal vid inresa till Östberlin, Västmakterna fortsatte dock att hävda rätten att obehindrat ha tillträde till stadens samtliga sektorer då de förvaltades av segermakterna och inte av Östtyskland.
10 dagar efter Berlinmurens uppförande beslutade Östtyskland att endast tillåta gränspassage för utländska besökare, diplomater och västallierades personal via järnvägsstationen Bahnhof Berlin Friedrichstrasse i stadsdelen Berlin Mitte i den sovjetiska sektorn och via gränsövergången på Friedrichstrasse, där gränsen gick längs den korsande Zimmerstrasse. Vid den senare upprättades Checkpoint Charlie på den amerikanska sidan, mellan Zimmerstrasse och Kochstrasse.

## Konfrontationen
Incidenten inleddes den 22 oktober 1961 då ställföreträdande chefen för den amerikanska delegationen i Västberlin Edwin Allan Lightner stoppades av östtysk gränspolis på väg till en teaterföreställning i Östberlin. Lightner var visserligen civilklädd men färdades i en USA-märkt bil och vägrade visa Id-handlingar. Lightner fortsatte över gränsen men stoppades efter 40 meter av beväpnade soldater. Amerikanerna svarade med att en snabbinkallad beväpnad eskort som med blottade bajonetter assisterade Lightner tillbaka över gränsen.
Under följande dagar testades fri gränspassage upprepade gånger. Utifrån den ökade spänningen beordrade amerikanske presidentens personliga rådgivare i Berlin general Lucius D. Clay (som tidigare hade organiserat Berlins luftbro) den 25 oktober att flytta stridsvagnsenheter närmare gränsen, Sovjetunionen svarade den här gången med samma åtgärd. Regeringarna i både Väst- (chef Konrad Adenauer) och Östtyskland (chef Walter Ulbricht eller borgmästarna i respektive del (väst Willy Brandt, öst Friedrich Ebert) fick inte delta i besluten.
För att minska de växande spänningarna besöker amerikanske stadskommandanten (Commandant of Berlin Sectors) Albert Watson II sin sovjetiske motpart Andrej Solovjev i Östberlin, samtalet resulterar i ett tillbakadragande av stridsvagnarna. Den 26 oktober stoppar dock östtyska gränsvakter ånyo en amerikansk personal vid gränsövergången.
Den 27 oktober kring kl 17:00 möttes 10 amerikanska M-48-stridsvagnar och 10 sovjetiska T-55-stridsvagnar på cirka 50 meters avstånd om var sin sida om gränsen vid Checkpoint Charlie. Brittiska trupper intar positioner vid Brandenburger Tor.
Både USA och Sovjetunionen bekymrades av de potentiella konsekvenserna om konfrontationen skulle eskalera till öppet krig och president John F. Kennedy beordrade en direktkommunikation-linje (”Röda linjen” som senare skulle permanenteras som Heta linjen) till Moskva för överläggningar med premiärminister Nikita S. Chrusjtjov. Samtalen resulterade i att sovjetiska och amerikanska stridsvagnar skulle avlägsna sig 1 i taget från Checkpoint Charlie. Båda statschefer stod via länkar i direkt kontakt med befälhavarna för stridsenheterna vid gränsen.
Den 28 oktober kring kl 11:00 efter 16 timmar började reträtten. En första sovjetisk stridsvagn backade cirka 10 meter följd av en amerikansk som också backade 10 meter. Reträtten fortsatte tills alla stridsvagnar hade avlägsnat sig.

## Eftermäle
Kennedy försäkrade Chrusjtjov att västmakterna inte hade planer för Östberlin och Chrusjtjov bekräftade avtalet om fri rörelse för de allierade till stadsdelen.
Berlinkonfrontationen blev det första och enda tillfället under Kalla kriget då amerikanska och sovjetiska styrkor stod stridsberedda öga mot öga i en direkt konfrontation.
Den 24 oktober 2011 avtäcktes ett minnesmärke vid Checkpoint Charlie i Kreuzberg över konfrontationen. Bland deltagarna fanns Alexandra Hildebrandt (chefen för Mauermuseum), Charles C. Clay (barnbarn till Lucius D. Clay) och Sergej N. Chrusjtjov (son till Nikita Chrusjtjov).